# Mihail Fjodorovič Naumov
Mihail Fjodorovič Naumov (rusko Михаил Фёдорович Наумов), ruski general, * 1757, † 1823.
Bil je eden izmed pomembnejših generalov, ki so se borili med Napoleonovo invazijo na Rusijo; posledično je bil njegov portret dodan v Vojaško galerijo Zimskega dvorca.

## Življenje
Leta 1772 je vstopil v vojaško službo in leta 1786 je bil kot poročnik premeščen v Hersonski pehotni polk ter z njim sodeloval v bojih proti Turkom; za zasluge je bil povišan v stotnika. Premeščen je bil v novo ustanovljen Novogermanlandski polk; leta 1799 je bil povišan v majorja, leta 1804 v podpolkovnika in leta 1807 v polkovnika. 
Leta 1805-07 se je udeležil več bitk s Francozi, ter se odlikoval v bitki pri Austerlitzu. Naslednje leto je bil ponovno v bojih proti Turkom; ker je bil ranjen v boju, je bil premeščen v garnizijski bataljon v Vjatskem. Ko se je pozdravil, se je februarja 1810 vrnil v stari polk in boje s Turki; kmalu je postal poveljnik polka. 
Med veliko patriotsko vojno je bil sprva nameščen v Sankt Peterburgu, kjer je bil zadolžen za urjenje lokalne milice. Po samo petih dneh je v sestavi Voronežškega polka zapustil Peterburg in se podal v boje proti Francozom. Do jeseni leta 1814 se je nenehno boril, nakar se je vrnil nazaj v Rusijo, kjer je postal poveljnik 2. brigade 25. pehotne divizije. Naslednje leto se je ponovno odpravil proti Franciji. 10. marca 1819 je postal poveljnik 8. pehotne divizije. 
Od 5. maja 1822 do konca vojne je bil poveljnik mesta Smolensk.